# 民主左翼苏格兰
民主左翼苏格兰（英語：Democratic Left Scotland，缩写为DLS）是英国苏格兰的一个左翼政治组织。该组织成立于1998年5月，是民主左翼在苏格兰的延续。该组织偶尔出版杂志《观点》。该组织拥有欧洲左翼党“伙伴”的地位。该组织的一些成员也参加其他政党，如苏格兰社会党和苏格兰绿党。该组织的口号是“政治比政党更重要”。